# Dr. Merling
Dr. Merling (original Dr Merling) är en dansk tecknad äventyrsserie i dagsstrippformat skapad av Knud V. Larsen 1970, då den började publiceras i Berlingske Tidende.
Doktor Merling är en trollkarl och serien utspelar sig på 1800-talet. Merling löser diverse mystiska fall där bland annat häxkonst och spöken är förekommande.
Den handlade om 1800-talsläkaren Doktor Merling och dennes familj, som på resande fot stötte på allsköns mysterier i Europa. Serien var tydligt påverkad av viktoriansk skräcklitteratur och handlade om såväl Frankenstein-liknande monster som flygande tefat.
Dr. Merling publicerades på svenska i Serie-Pressen åren 1971–1972, där den enligt tidningens egen läsarbarometer var det klart populäraste inslaget.